# Pierre Billaud (journaliste)
Pour les articles homonymes, voir Pierre Billaud et Billaud.
Pierre Billaud est un journaliste français né le 21 mai 1970 à Agen et mort le 11 novembre 2001 en Afghanistan.

## Biographie
Il commence sa carrière sur Radio frequence 47 à Agen lors de sa formation journalistique, puis sur Radio France puis rejoint ensuite RTL en tant que grand reporter. Il couvre les conflits d'Algérie, d'Israël, de Palestine, de Bosnie-Herzégovine et du Kosovo.
Il est mort le 11 novembre 2001 à Tâloqân au nord-est de l'Afghanistan au cours d'une embuscade des Talibans visant les forces  de l'armée de l'Alliance du Nord. Il était en compagnie de la journaliste française de RFI Johanne Sutton et du journaliste allemand Volker Handloik (en) morts également.
Pierre Billaud a consacré différents reportages à la situation des enfants et des femmes en Afghanistan. Pour prolonger le sens de son travail, sa famille s’engage aujourd’hui auprès de l’association FemAid pour tenter de mieux comprendre et d’améliorer la situation des femmes et des enfants en Afghanistan. 

## Référence et sources
1. ↑  Communiqué de RSF

- Hommage aux journalistes disparus ou morts en mission : discours de Renaud Donnedieu de Vabres, 29 juillet 2004